# گرگ استوب
ویلیام گرگوری استوب (‎/ˈstuːbi/‎ STOO-bee متولد ۱۹ مه ۱۹۷۸) یک وکیل و سیاستمدار آمریکایی است که از سال ۲۰۱۹ به عنوان نماینده ایالات متحده برای منطقه کنگره ۱۷ فلوریدا خدمت می‌کند. منطقه اش در ساراسوتا است. استوب به عنوان عضو حزب جمهوری‌خواه در سه دوره مجلس نمایندگان فلوریدا خدمت کرده است.
استوب در ۱۹ مه ۱۹۷۸ در برادنتون در خانواده برد استیوبه، که به عنوان کلانتر شهرستان ماناته خدمت می‌کرد، به دنیا آمد. او در سال ۱۹۹۶ از دبیرستان جنوب شرقی فارغ‌التحصیل شد. او در دانشگاه فلوریدا تحصیل کرد و در سال ۲۰۰۰ مدرک علوم دامی گرفت و سپس دکترای حقوقی خود را از کالج حقوقی دانشگاه فلوریدا فردریک جی لوین در سال ۲۰۰۳ دریافت کرد.